# Landstetten (Starnberg)
Landstetten ist seit seiner Eingemeindung am 1. Mai 1978 ein Ortsteil der oberbayerischen Kreisstadt Starnberg. Administrativ gehörte das Kirchdorf zuvor zu seiner Nachbargemeinde Perchting.

## Geographie

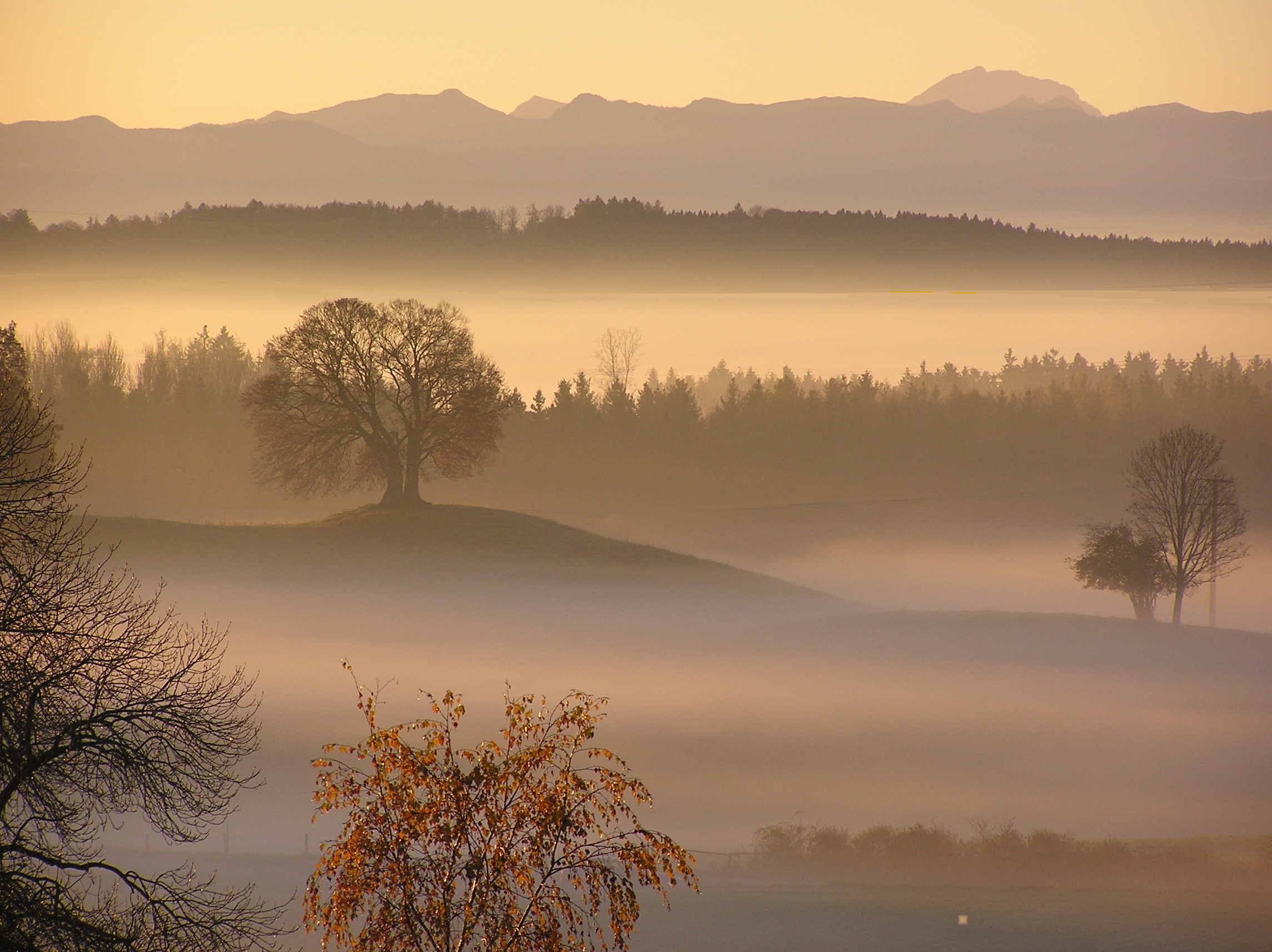
Blick von Landstetten über das Ammer-Loisach-Hügelland zu den Bergen des Mangfallgebirges

### Geographische Lage
Landstetten liegt inmitten der Moränenlandschaft zwischen Ammersee und Starnberger See im Zentrum des Fünfseenlandes. Die reizvolle Landschaft mit ihrem Wechsel von Hügeln und Senken entstand gegen Ende der Würm-Kaltzeit durch die Schubkraft des Isar-Loisach-Gletschers.

### Natur- und Landschaftsschutz
Außer dem Dorfkern liegen alle Fluren der Gemarkung Landstetten innerhalb des Landschaftsschutzgebietes Westlicher Teil des Landkreises Starnberg (LSG-00542.01), das 1972 unter Schutz gestellt wurde. Landschaftsteile in der Flur „Arena“ (Wagnerhügel) sind als Naturdenkmal ausgewiesen.

## Geschichte

### Frühgeschichte

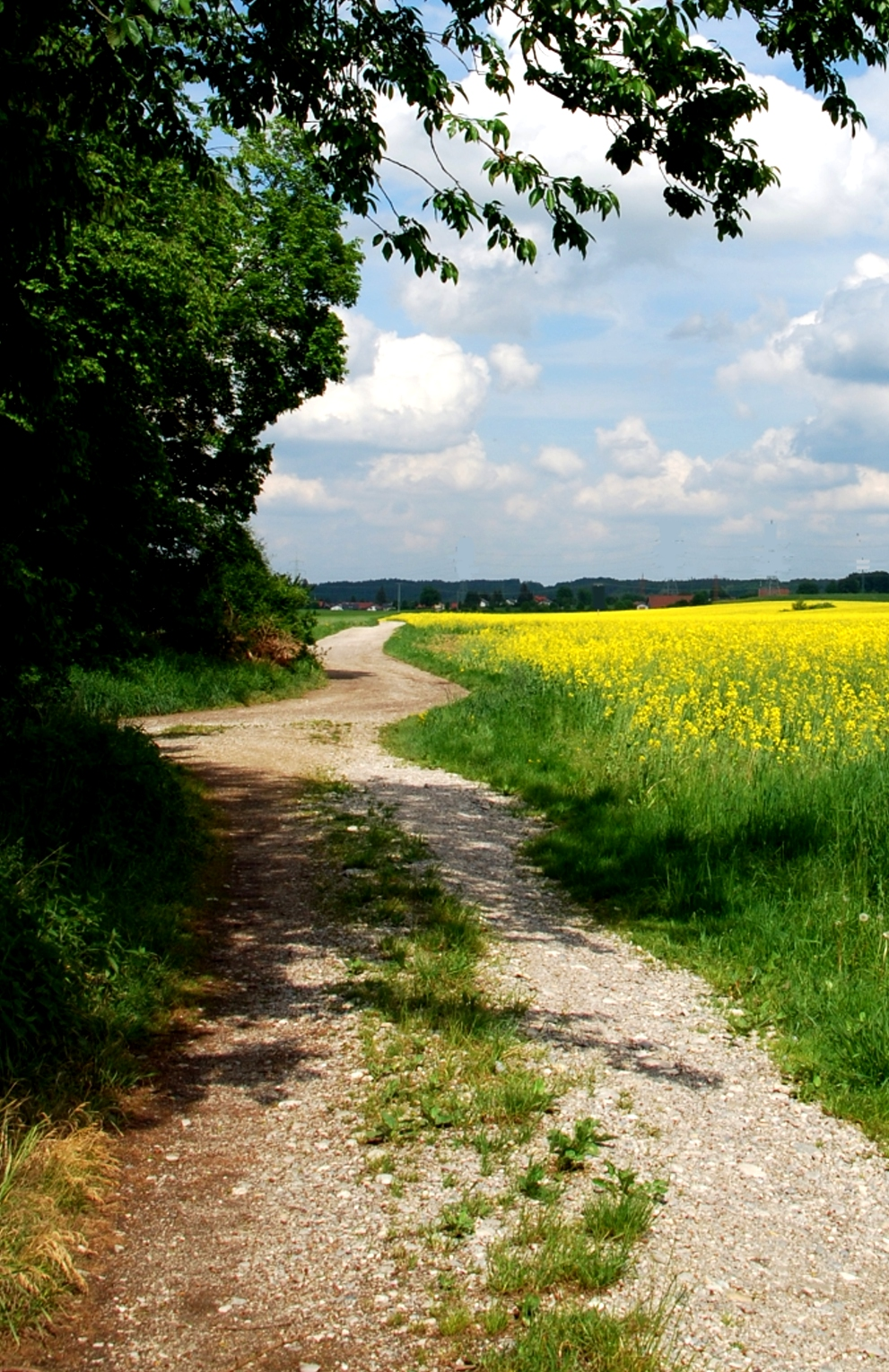
Restbestände der Römerstraße auf Landstettener Flur.

Die im Umfeld des Dorfes gelegenen Grabhügel mit Bestattungen aus der Hallstattzeit lassen darauf schließen, dass die Gegend um Landstetten bereits sehr früh besiedelt war. Eine dauerhafte Besiedelung dürfte jedoch erst im ersten nachchristlichen Jahrhundert nach der Eroberung des Voralpengebietes durch die Römer und im Zuge des Baues der Römerstraße Kempten–Gauting erfolgt sein. Die Trasse der Landstraße, die an Landstetten vorbei führt (heute Kreisstraße STA 3), verband die beiden wichtigsten Heer- und Handelsstraßen der Römischen Kaiserzeit im süddeutschen Raum, die Via Claudia Augusta und die Via Julia.
Um gegen Überfälle besser gewappnet zu sein, wurden – je nach den topographischen Verhältnissen – Streifen von etwa 200 bis 400 Metern auf beiden Seiten einer Römerstraße gerodet. Dieses urbar gemachte Land erhielten verdiente Legionäre und nachziehende Zivilisten, die dort vorwiegend Einzelgehöfte erbauten, die Nutzflächen bewirtschafteten und Reit- und Zugtiere bereitstellten. Ein typisches Merkmal römischer Besiedelung ist, dass diese Höfe nicht direkt an der Landstraße lagen, sondern eine kurze Stichstraße zur Siedlung führte. Eine solche alte Stichstraße (St.-Jakob-Straße) ist in Landstetten vorhanden. Die Urzelle des späteren Maierhofs, aus dem sich das Dorf entwickelte, dürfte daher ein ehemaliger römischer Gutshof gewesen sein.

### Frühes Mittelalter

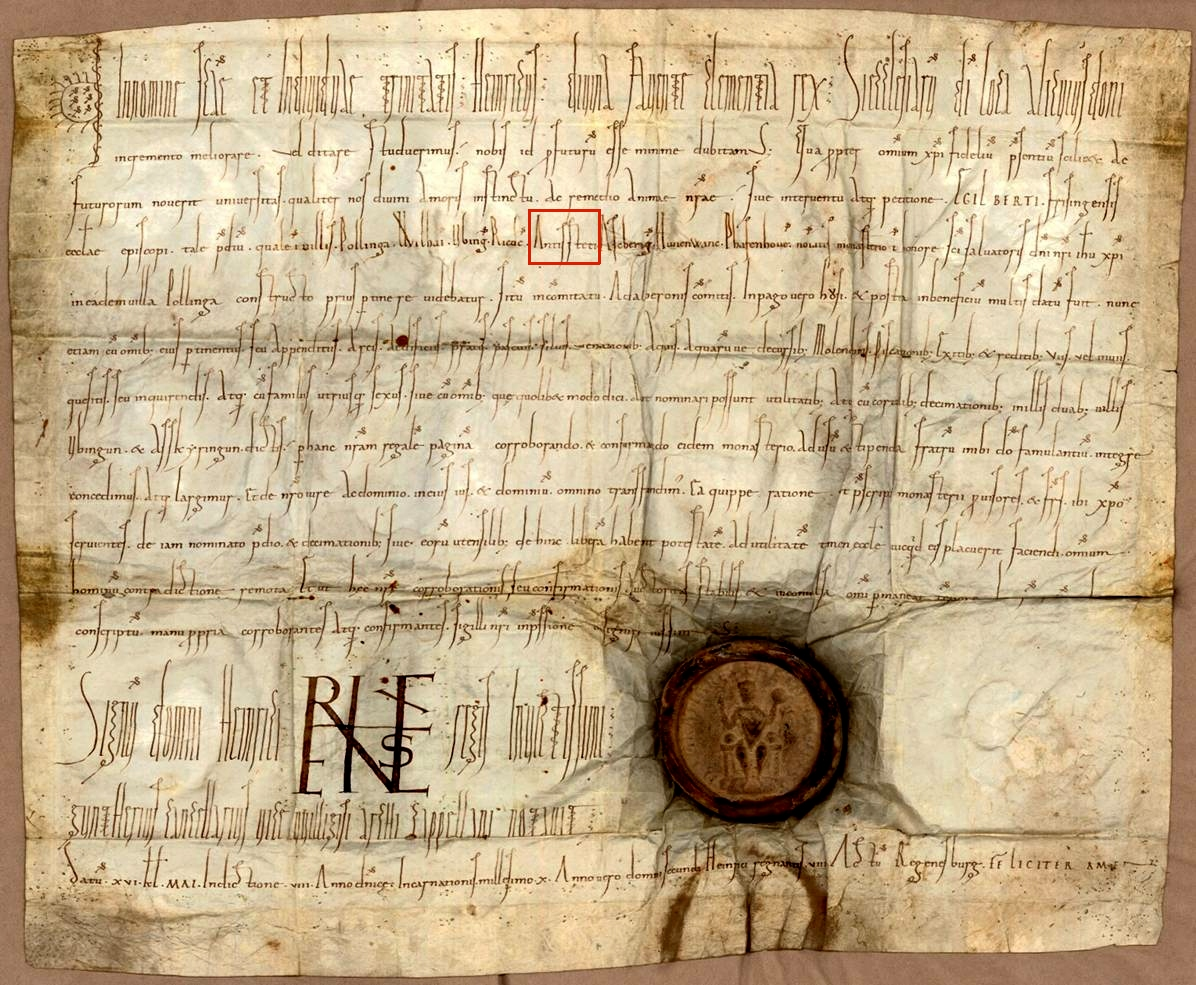
Erste urkundliche Erwähnung Landstettens als „Antissteti“.

Politische und wirtschaftliche Probleme führten dazu, dass die Römer im Verlauf des 5. Jahrhunderts ihre hiesige Provinz Rätien aufgeben mussten. Es folgte eine Zeit der Zuwanderung, insbesondere von germanischen Stämmen aus dem Norden und Stämmen aus Böhmen, die zusammen mit der romanischen Restbevölkerung die neue Volksgruppe der Bajuwaren bildeten. Bevorzugte Siedlungsplätze waren Örtlichkeiten mit bereits gerodetem Land und befestigten Straßen. Die Besiedelung der Orte, deren Namen auf -stetten enden, wird auf die Zeit zwischen 600 und 700 datiert. In frühesten Urkunden wird Landstetten als „Antissteti“ bezeichnet, was so viel wie „Wohnstätte eines Mannes namens Anto“ bedeutet. In späteren Belegen wird „Anstetten“ daraus und 1501 erscheint der heutige Name „Landstetten“.
Erstmals schriftlich erwähnt wird Landstetten in einer Urkunde vom 16. April 1010. Heinrich II, König des Ostfrankenreiches und Herzog von Bayern, übereignete mit dieser Verfügung Staatsbesitz in Landstetten und sieben weiteren Dörfern an das um 750 von der Familie der Huosi gegründete Kloster Polling im Pfaffenwinkel.
Den Landesherren des Mittelalters waren die Klöster – damals Mittelpunkte für Seelsorge, Heilkunde und Studien, aber auch Wirtschafts- und Verwaltungszentren – wichtige Partner zur Urbarmachung und wirtschaftlichen Erschließung ihres Territoriums. Sie statteten die Kulturträger jener Zeit mit Landbesitz aus, den diese als Nutzeigentum gegen jährliche Abgaben an Bauern vergaben, um die für die klösterliche Arbeit benötigten Einnahmen zu erzielen. In Landstetten handelte es sich bei der Stiftung um eine Geländefläche von 2,8 Quadratkilometern.

### Frühe Neuzeit
Ein Gehöft, das mit den Fluren Landstettens an Polling ging, wird 1532 in einer Beschreibung der Untertanen im Landgericht Weilheim erwähnt: Jorg und Hanns Mair (be)pauen 1 Sedel Hof miteinander, gehört dem von Pollingen zu. Ein Sedelhof war ein privilegierter Bauernhof, der keine Scharwerksdienste zu leisten hatte und in der Regel auf eine sehr frühe Entstehungszeit zurückgeht. Bewirtschaftet wurde er – zumindest einmal in seiner Geschichte – von einem Verwalter („Maier“ genannt) eines adligen oder geistlichen Grundherrn. Aus dieser Bezeichnung, der Hofausfahrt unmittelbar auf die ursprünglichen Felder sowie dem Hausnamen „Mayr“ lässt sich entnehmen, dass es sich um den „Urhof“ der Siedlung handelt. Die weitere Entwicklung des Dorfes lässt sich anhand von Dokumenten und der Flurkarte von 1810 zurückverfolgen.

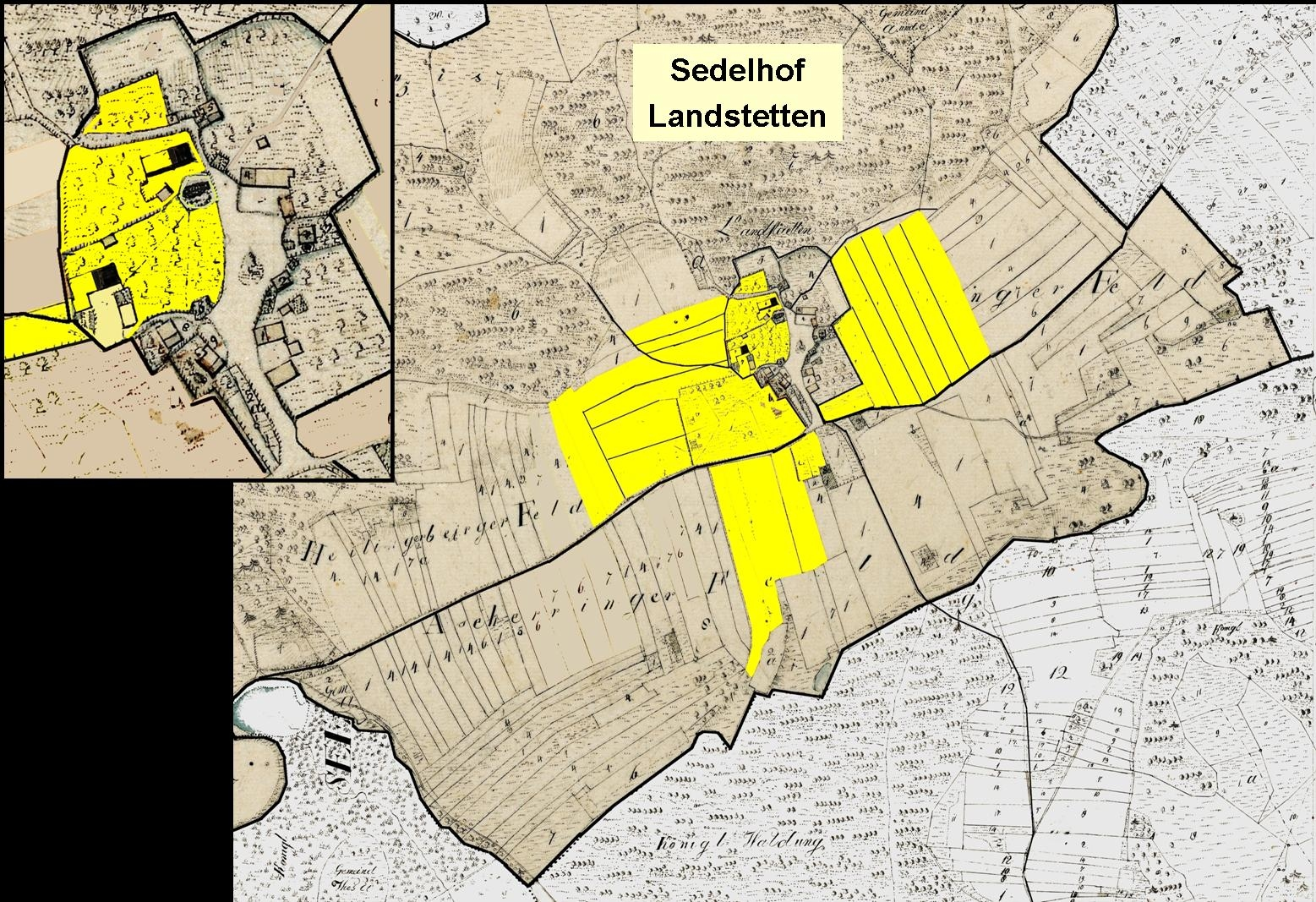
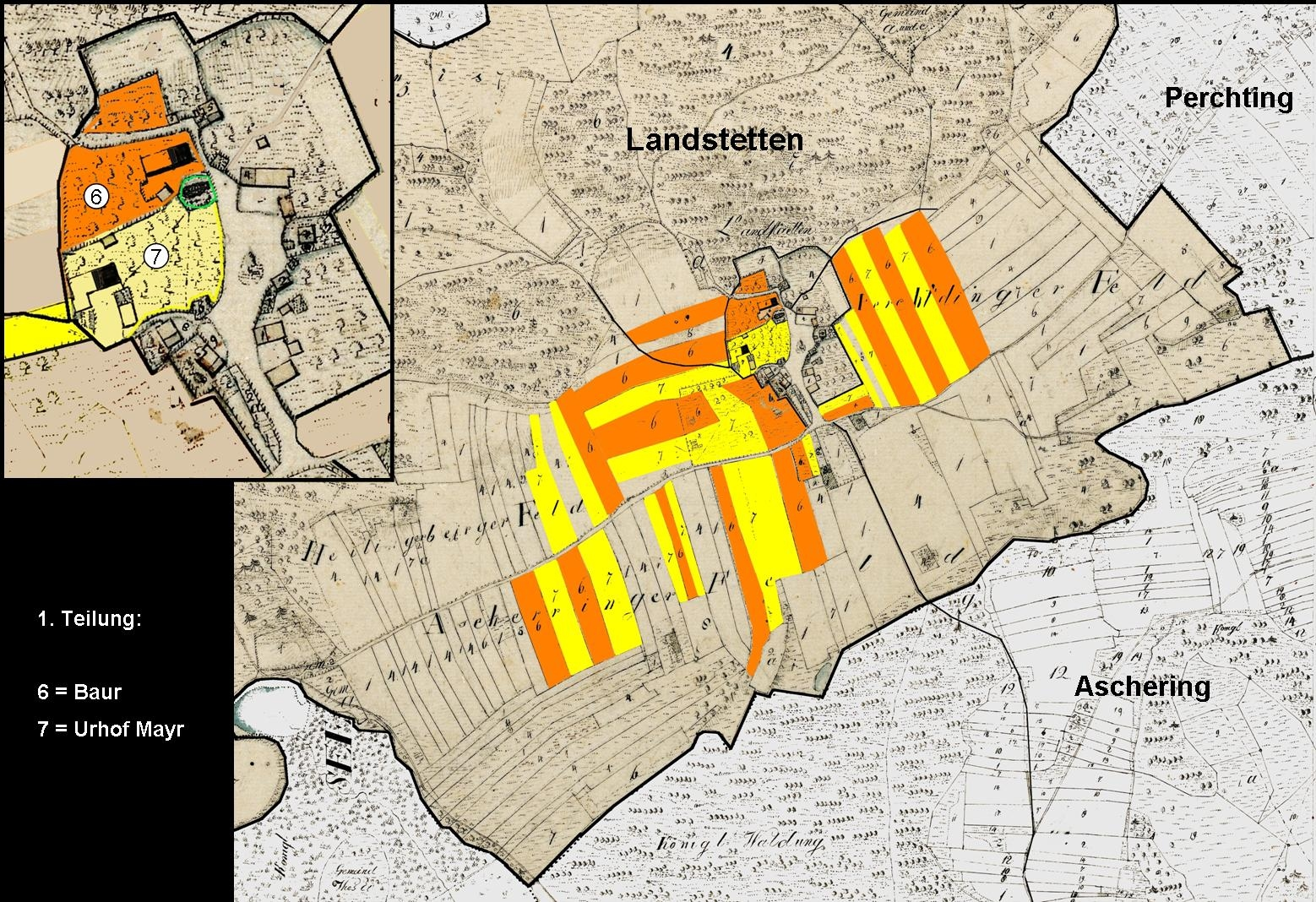
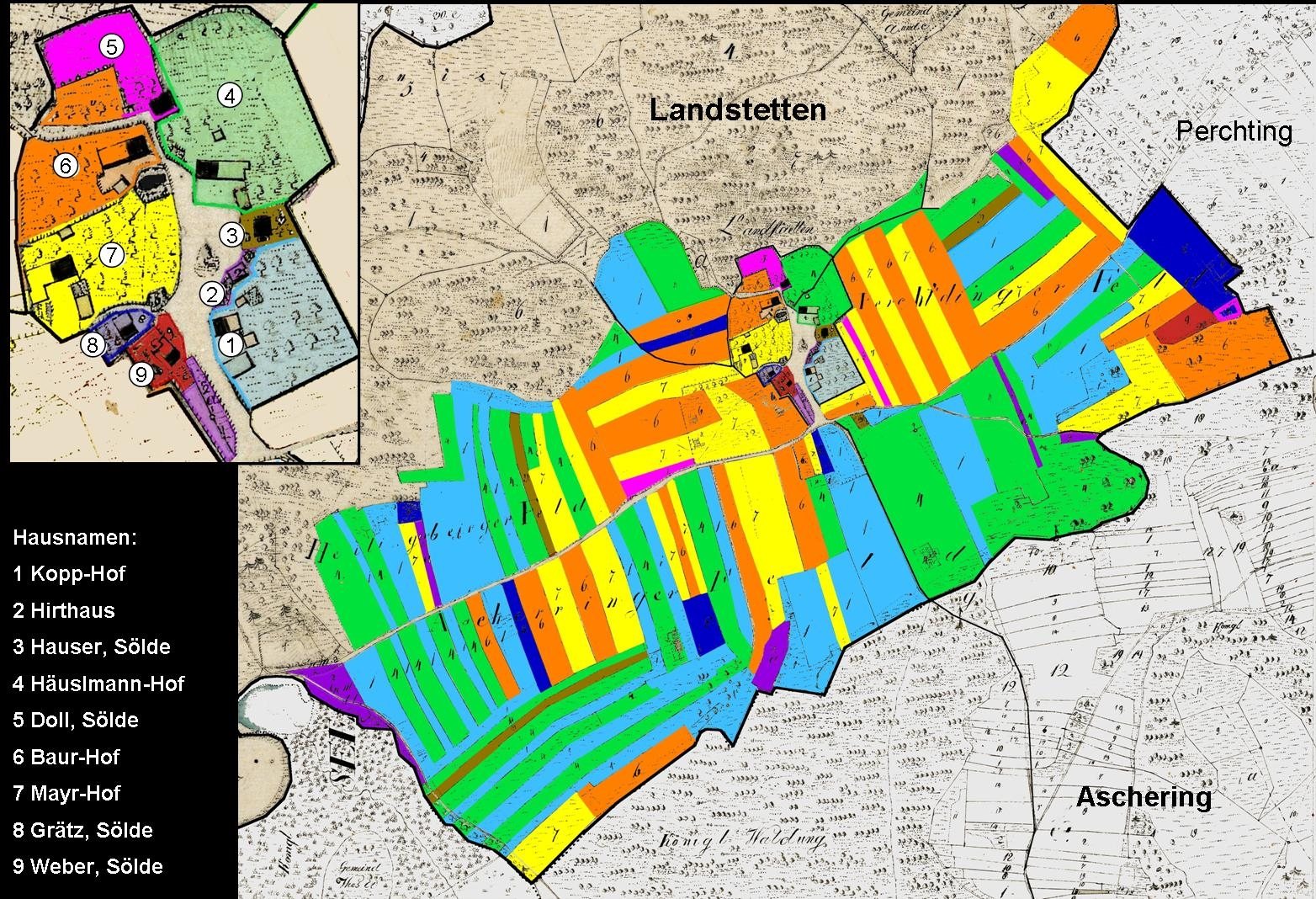

Der Sedelhof „Mayr“ (gelb), Haus Nr. 7, wurde unter Brüdern geteilt. Dadurch entstand „Baur“, Haus Nr. 6, der die orange markierten Felder übernahm. Im Anschluss an die Felder des Sedelhofes setzte eine weitere Kultivierung der landwirtschaftlich nutzbaren Flächen ein. Zunächst durch das dorfmittig gelegene und hier grün dargestellte Anwesen Nr. 4, den „Häuselmann-Hof“, der – was aus der Lage der Felder zu schließen ist – ebenfalls geteilt wurde. Seine Hälfte erhielt das Anwesen Nr. 1 (blau), der Kopp-Hof. Bei jedem dieser vier etwa gleich großen Höfe erlaubte das Kloster den Bau einer Sölde, deren Landbesitz ohne Bedeutung war. Ihre Bewohner verdienten sich ihren Lebensunterhalt als Tagelöhner und Handwerker. Mit diesen acht Anwesen und einem Häuschen für den Dorfhirten war die Entwicklung des Dorfes spätestens am Anfang des 16. Jahrhunderts abgeschlossen.

### Neuzeit
1790 lebten in Landstetten in 9 Haushalten 9 Männer, 9 Frauen, 16 Kinder, 10 Knechte und 11 Mägde, die bei gemeinschaftlichen Angelegenheiten gegenüber der landesherrlichen Verwaltung von einem gewählten ortsansässigen „Hauptmann yber die Gepaurschafft“ vertreten wurden. Mit Beginn des 19. Jahrhunderts trat unter Herzog Maximilian IV. eine umfassende Neuordnung des Landes ein. Damit verbunden war die Auflösung historisch gewachsener Organisationsformen. Der Besitz der Klöster wurde enteignet und ging an den Staat über. Die grundherrschaftlichen Abgaben, die von den Landstettener Bauern zuvor teilweise in Naturalien bezahlt wurden, gingen nun nicht mehr an Kloster Polling, sondern in Gulden an das Rentamt in Starnberg.
1818 war die Bildung der Städte und Gemeinden als selbständige kommunale Einheiten abgeschlossen. Da die Einwohnerzahl von Landstetten zu gering war, um eine eigene Gemeinde bilden zu dürfen, wurde der Ort – obwohl es keine gemeinsame Grenze der Gemarkungen gab – der Gemeinde Maising zugeschlagen. Dass hier die Landstettener, zumindest anfänglich, gleichberechtigt am Ratstisch saßen, beweist die Tatsache, dass sie zwischen 1824 und 1869 sechsmal den Bürgermeister stellten. Im 20. Jahrhundert sahen die Landstettener Bürger in einer administrativen Verbindung zum Nachbarort Perchting die größeren Vorteile, da ihre Kinder dort zur Schule gingen und eine bessere Verkehrsanbindung vorhanden war. Nach etlichen Petitionen kam es am 1. Januar 1967 durch einen Regierungsentscheid zur Umgemeindung. Eine erneute Änderung der kommunalpolitischen Zugehörigkeit trat am 1. Januar 1978 in Kraft. Aufgrund der Gebietsreform wurden beide Dörfer in die Stadt Starnberg eingemeindet.

## Kultur und Sehenswürdigkeiten

### Kirche St. Jakobus

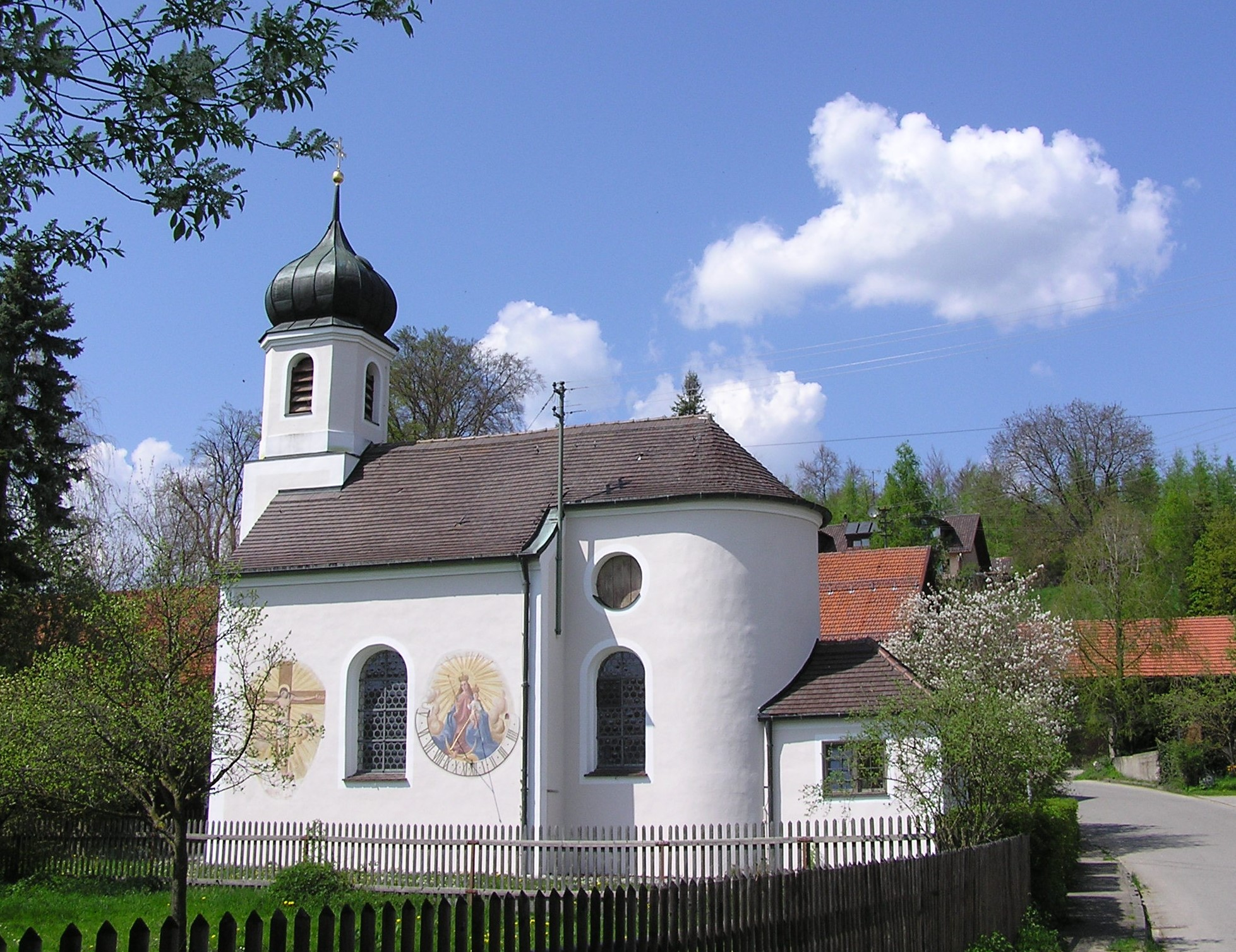
Die 1788 erbaute St.-Jakobus-Kirche in Landstetten.

Obwohl rechtlich zu Kloster Polling gehörig, war das Leben der Bauern von Landstetten sehr stark von dem nur fünf Kilometer entfernten Kloster Andechs geprägt. Nach einem dortigen Reliquienfund am Ende des 14. Jahrhunderts setzte eine rege Wallfahrt auf den „Heiligen Berg“ ein. Jahr für Jahr machten sich Pfarrgemeinden auf den Weg, um den dort verehrten Heiligen nahe zu sein und sich ihrer Fürbitte zu versichern. Einer der Pilgerwege führte von München über Gauting, Unterbrunn, Hadorf, Perchting und Landstetten nach Andechs. Außer den Gasthäusern wurden von den Wallfahrern auch die Kirchen in diesen Orten besucht, was zu gut gefüllten Opferstöcken führte. Ein Beleg dafür ist ein Brief der Landstettener vom 30. Januar 1788 an Kurfürst Karl Theodor. Sie bitten darin um die Erlaubnis, ihr im Laufe der Zeit baufällig gewordenes Kirchlein neu errichten zu dürfen und legen dazu auch ihre für diesen Zweck angesparten Finanzen offen. Als Argument dafür, dass auch der weitere Unterhalt des neuen Gotteshauses gesichert sei, schreiben sie:

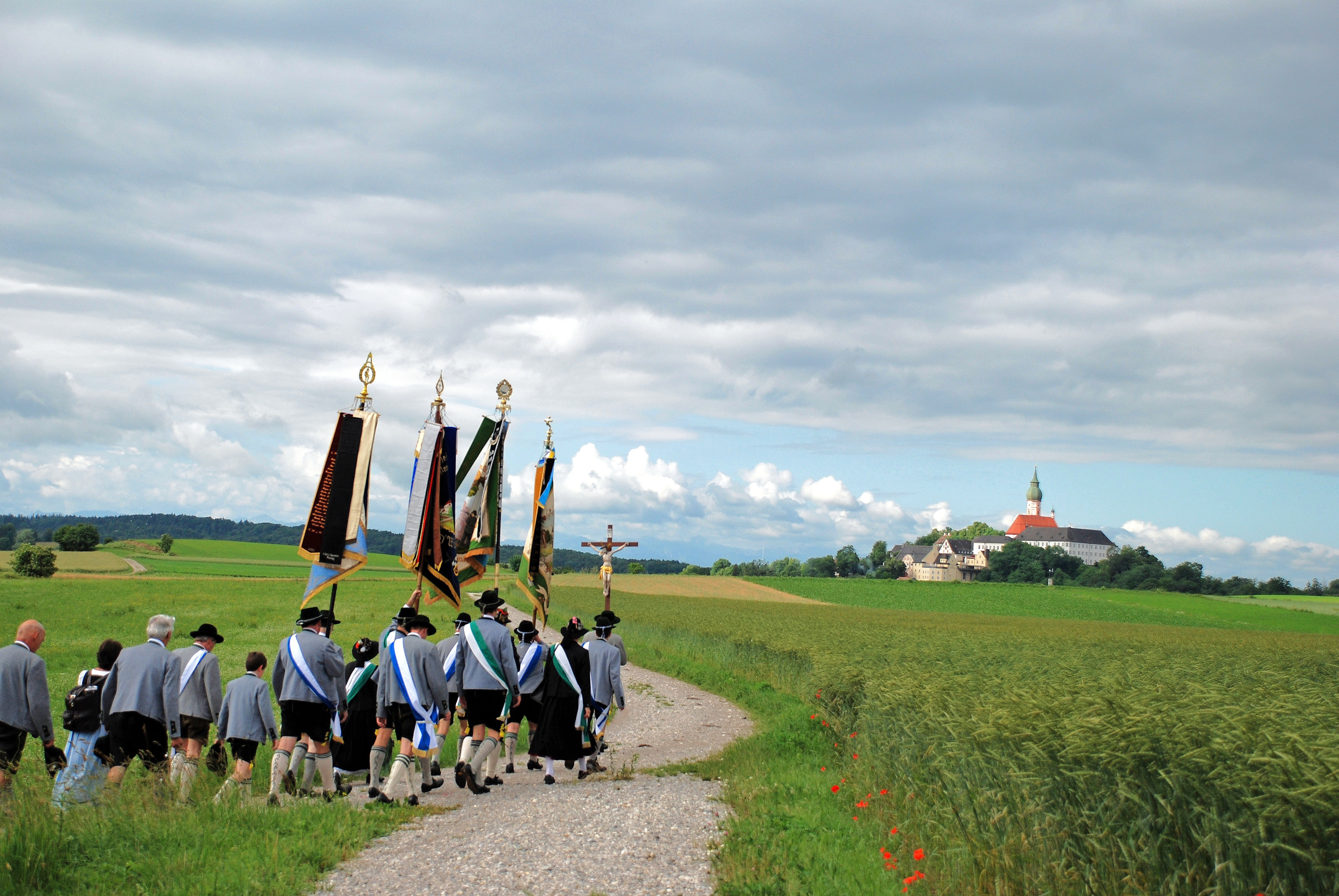
Wallfahrer auf dem Weg zum Kloster Andechs.

… liegt unser Ort auf dem Wege, welchen die von München nach heil. Berge Andechs Wallfahrtenden passieren müssen und bisher allzeit passiert haben. Bei diesen Gelegenheiten wird unser Kirchlein allzeit besucht, und es fallen dann immer ergiebige Opfer ab, welche bisher zum guten Vermögensstand desselben gewiß sehr vieles beygetragen haben, und von denen es sehr wahrscheinlich ist, dass sie sich noch ansehnlich vermehren werden, wenn die fromme Freigebigkeit der Wallfahrter durch den Anblick eines neuen Gebäudes auch zu stärkerm Beytrag aufgemuntert wird.
Am 5. Juli 1788 kam die kurfürstliche Bewilligung zum Bau des neuen Gotteshauses. 379 Gulden hatten die Landstettener für ihren Neubau gespart. Dieser Betrag reichte jedoch nur für die Rechnung der Maurer. Allein die Erstellung des Gebäudes kostete bereits 671 Gulden. Kloster Polling, unter seinem kunstsinnigen Propst Franz Töpsl, übernahm nicht nur diese Mehrkosten, sondern darüber hinaus auch die Kosten für den Neuguss einer Glocke und die nicht geringen Ausgaben für den Stuck durch Tassilo Zöpf und die Fresko-Malerei durch Johann Baptist Baader.

### Die Drumlin-Buche

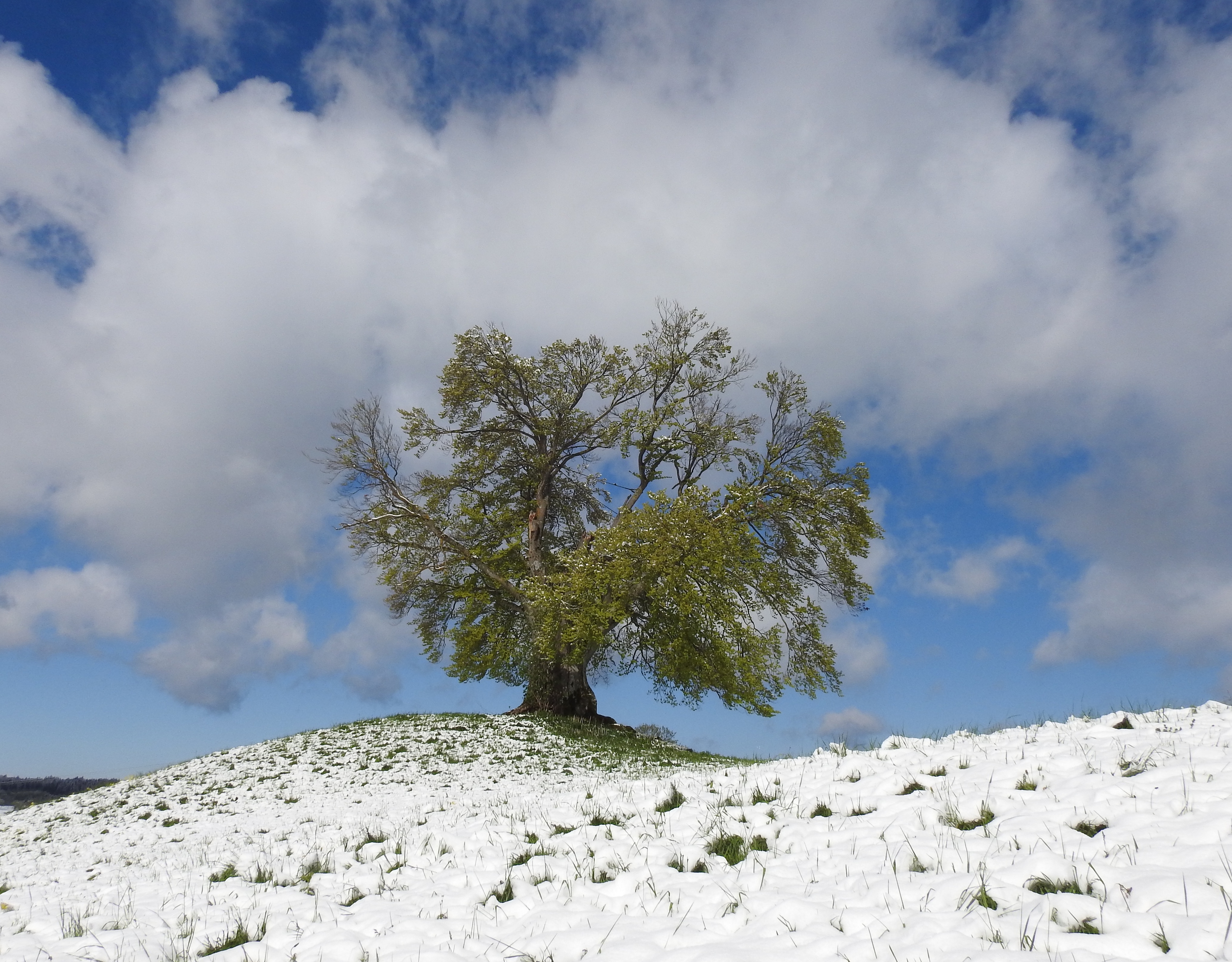
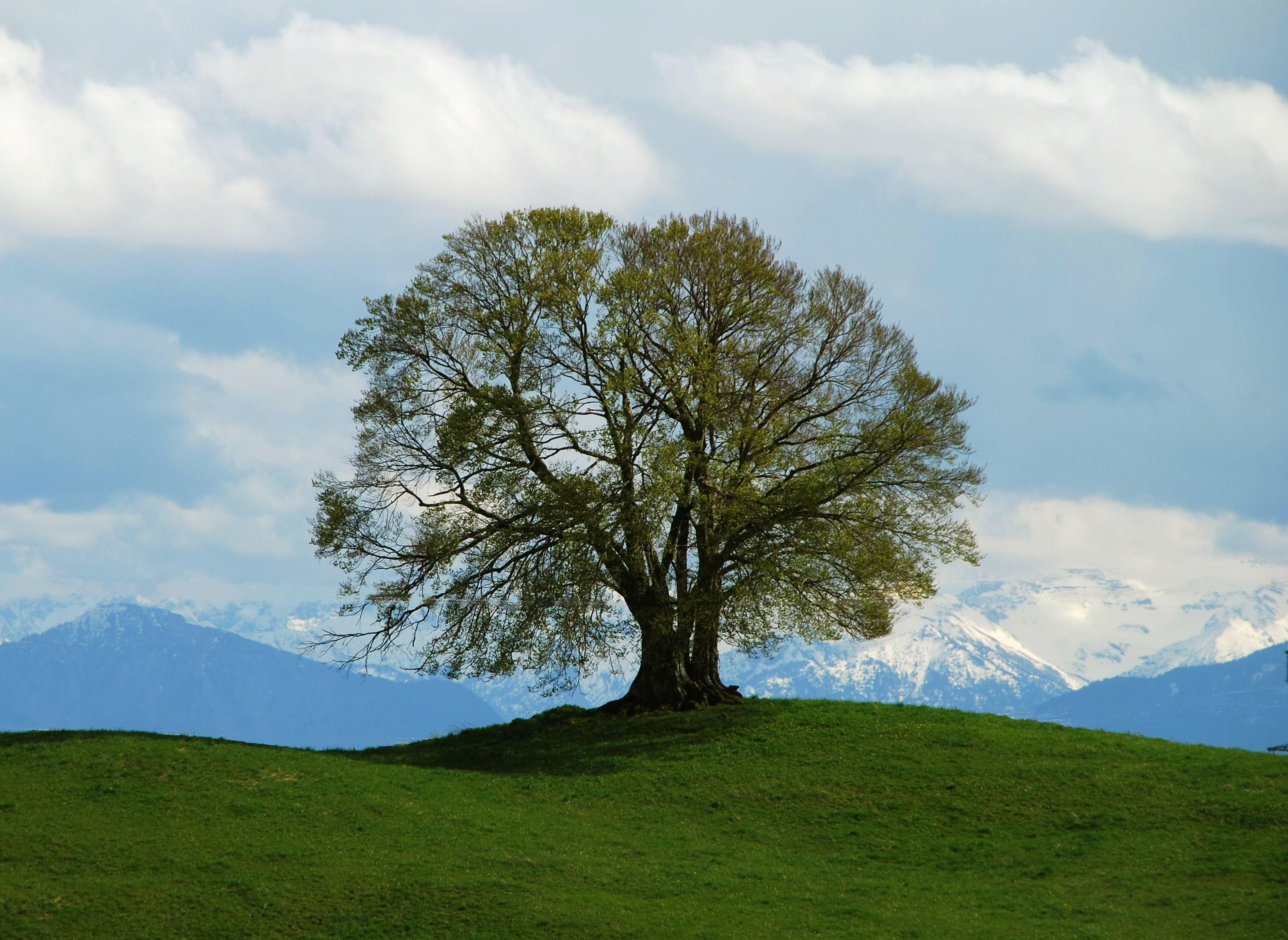
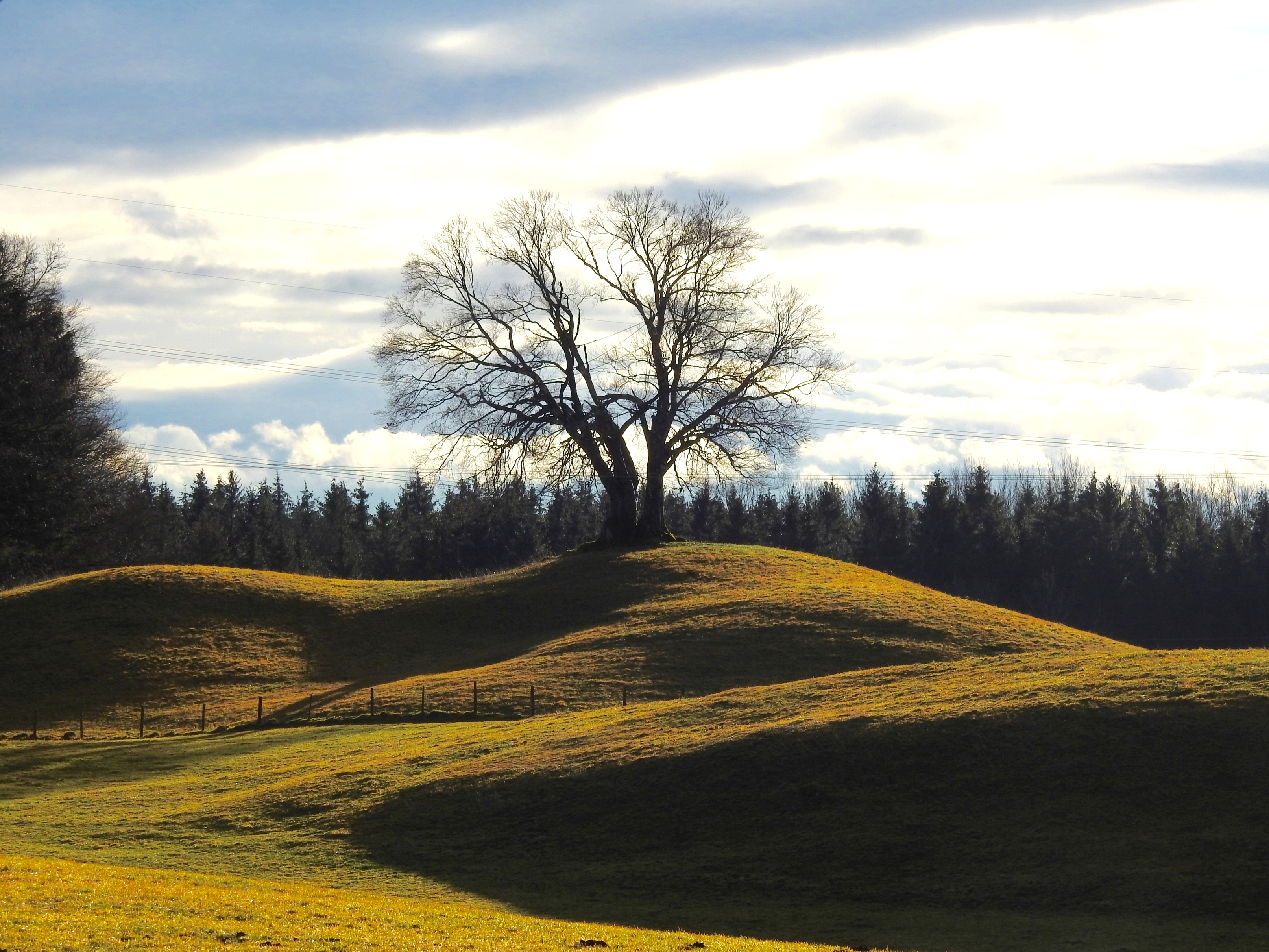
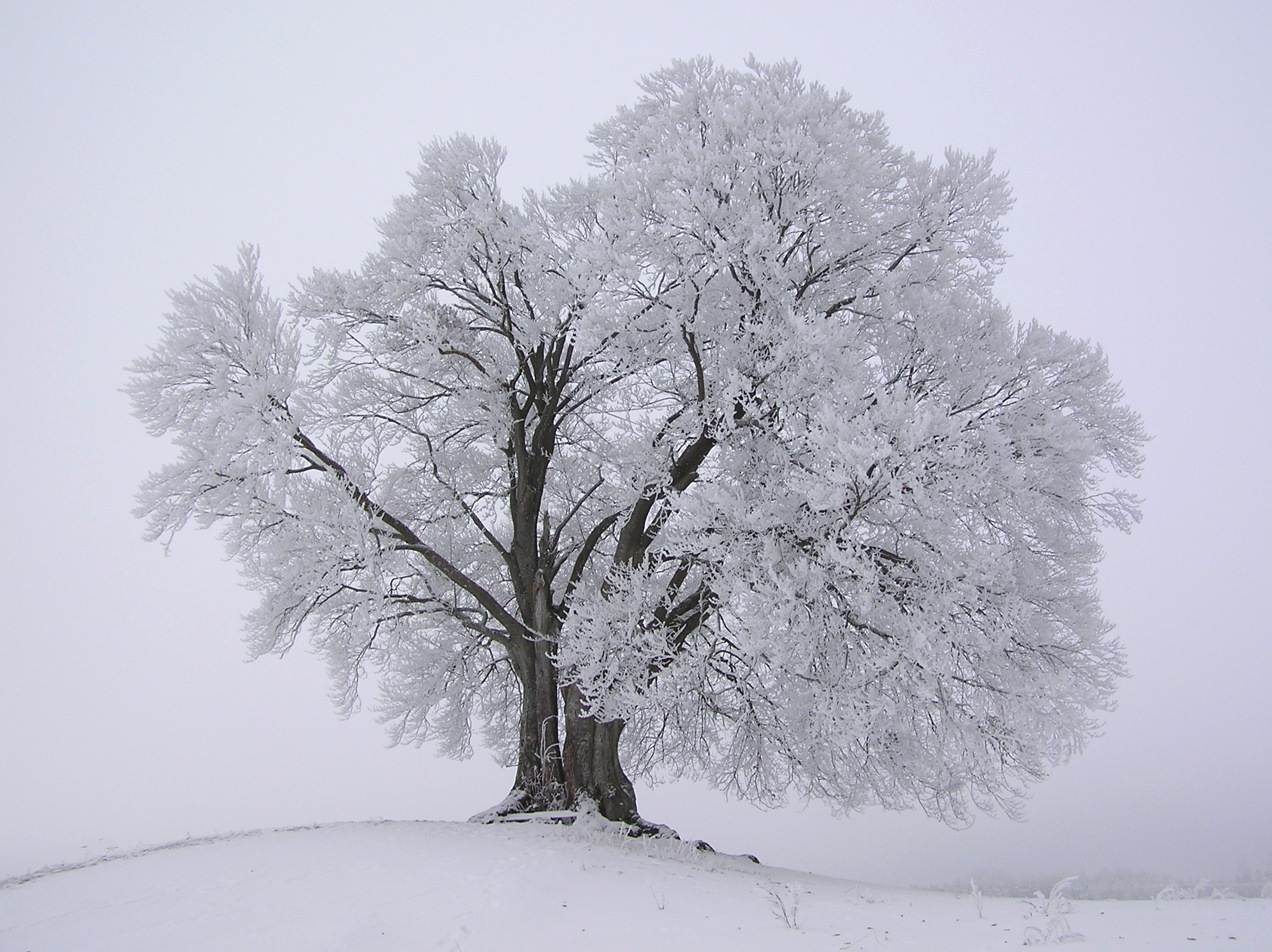

Typisch für die Landschaft um Landstetten sind Drumlins, länglich geformte Hügel aus Gesteinsschutt, die der Isar-Loisach-Gletscher beim Abschmelzen zurückließ. Auf einem dieser Hügel steht eine Buche, die zu Deutschlands bekanntesten Bäumen zählt. Sie ist nicht nur das langjährige Pausenbild des Bayerischen Rundfunks, sondern auch der Jahreszeiten-Baum, der wöchentlich in die BR-Sendung „Zwischen Spessart und Karwendel“ einführt.

## Wirtschaft und Infrastruktur

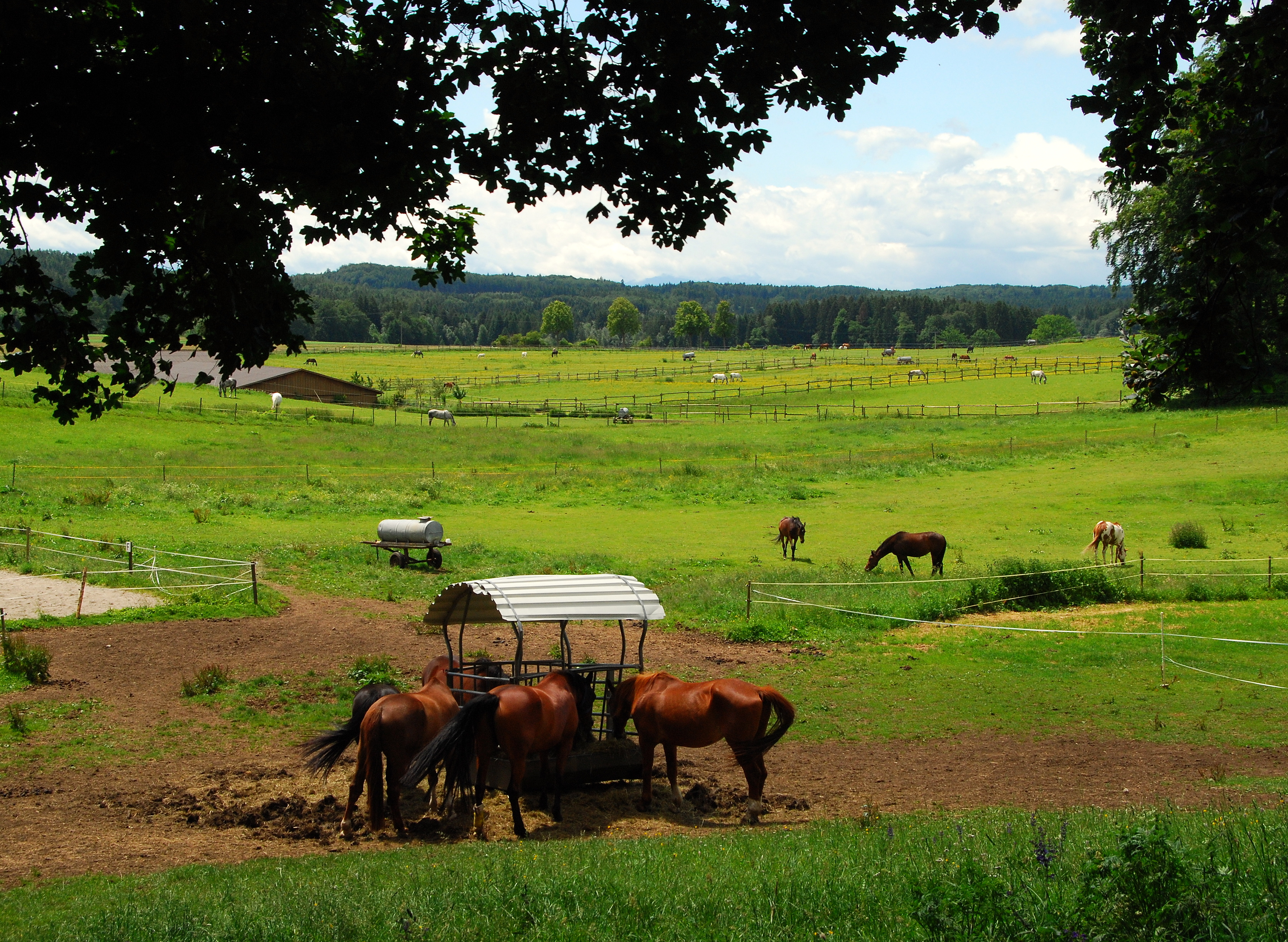
Wiesen- und Weidelandschaft in Landstetten

Landstetten liegt an der Kreisstraße STA 3. Durch Buslinien ist der Ort mit Starnberg (Starnberger See), Herrsching (Ammersee) und dem Kloster Andechs verbunden.
Südlich des Dorfkerns befindet sich ein kleiner Privatflughafen. Das „Außenstart- und Landegelände Landstetten“ verfügt über eine 527 Meter lange Graspiste.
Inmitten des Waldes liegt im Norden des Dorfes die „Standortschießanlage Landstetten“ der Bundeswehr. Die Anlage wird zur Ausbildung an Handwaffen und zur Erste-Hilfe-Ausbildung genutzt.
Das ursprüngliche Dorfensemble hat sich bis heute nur wenig verändert. Südlich der alten Römerstraße entstanden in den 1920er Jahren zwei Bauernhöfe und in neuerer Zeit im Eingangsbereich des Dorfes einige Wohngebäude. Ein erheblicher Wandel hat sich jedoch in der Nutzung des landwirtschaftlichen Grundes ergeben. Mit der Ansiedlung eines Gestüts auf dem ehemaligen Baur-Hof, das sich der Zucht von Orlov-Trabern widmet, wurde Landstetten zu einem Pferdedorf und ein Großteil der ehemaligen Felder zur Wiesen- und Weidelandschaft.

### Sport
Daraus ergibt sich, dass in Landstetten der Fahrsport eine große Rolle spielt. Pferdefreunde treffen sich hier zu Turnieren und nutzen das Gelände als Start- und Zielort für die alle fünf Jahre stattfindende längste Tages-Streckenfahrt in Europa, der Starnberger-See-Rundfahrt für Zwei- und Mehrspänner.
Die zweite sportliche Komponente besteht im Luftsport. Bei Sportpiloten aus der Region ist der kleine Flughafen sehr beliebt, und für Passagiere, die das Abenteuer lieben, bietet das auf dem alten Mayr-Hof ansässige Ballonfahrtunternehmen Fahrten über das Fünfseenland oder die Alpen an.

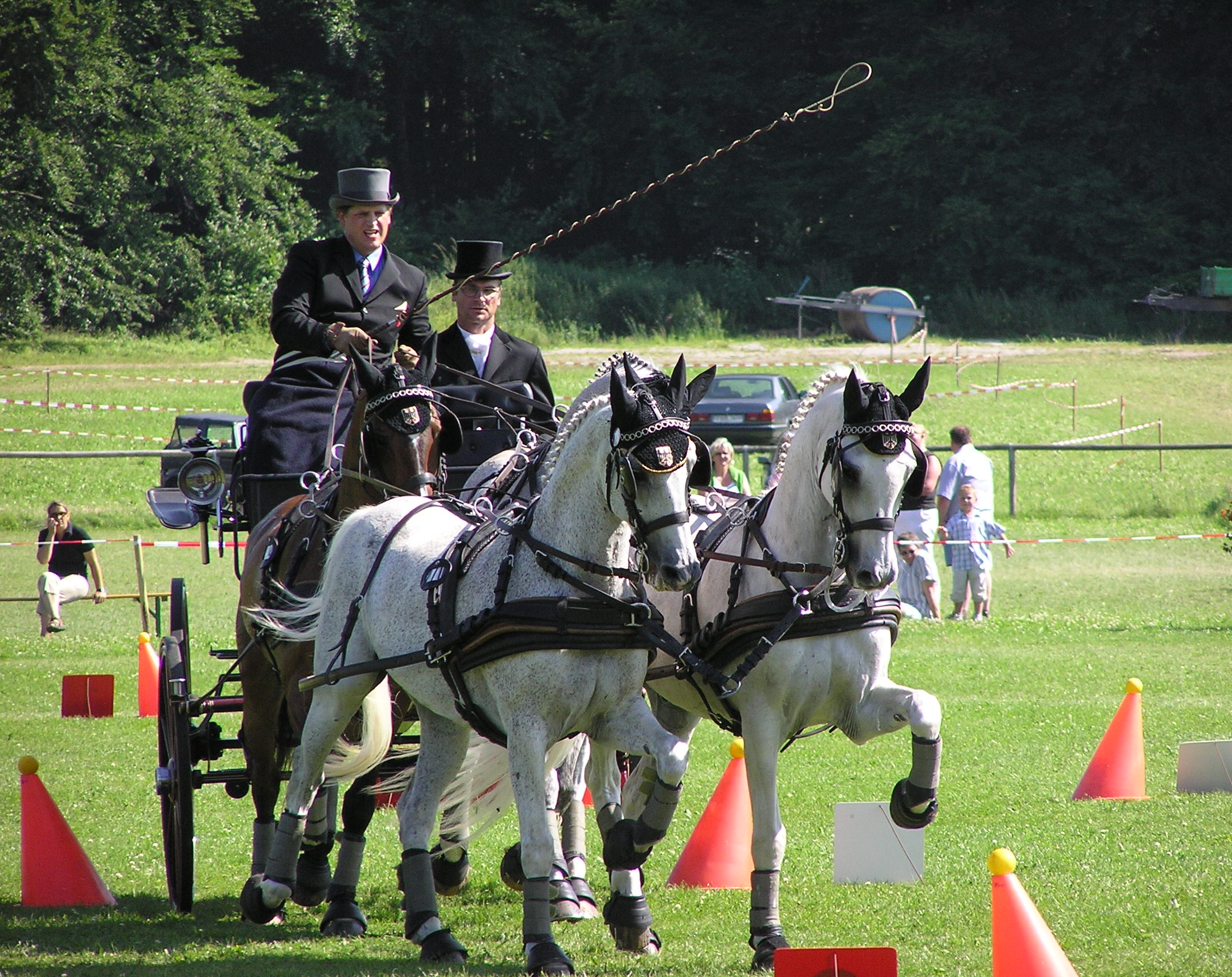
Fahrsport-Turnier im Orlov-Gestüt
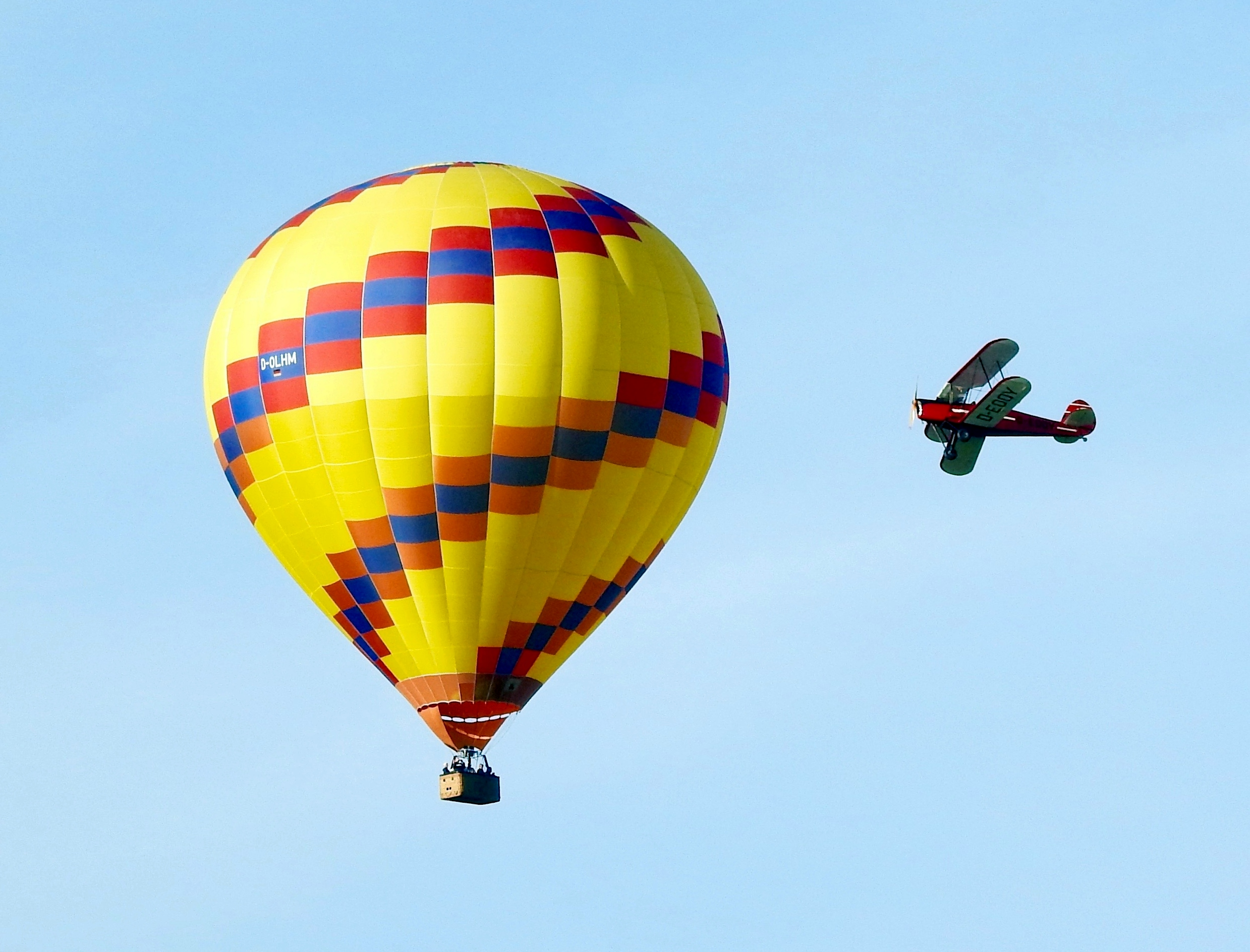
Landstettener Ballonfahrten
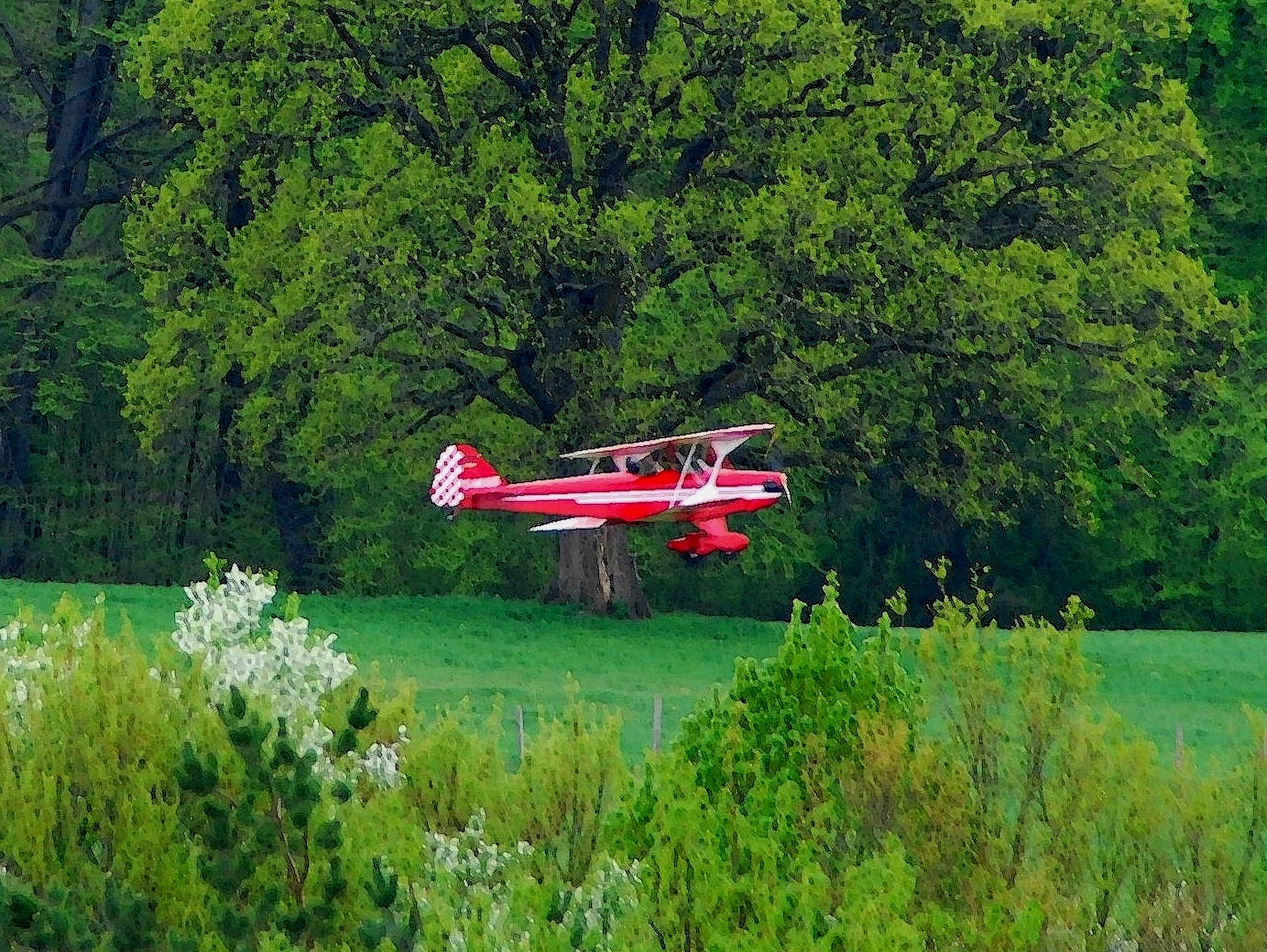
Anflug auf den Landeplatz Landstetten